# Saint-Maudez
Saint-Maudez è un comune francese di 289 abitanti situato nel dipartimento delle Côtes-d'Armor nella regione della Bretagna.

## Società

### Evoluzione demografica
Abitanti censiti